# Gare
Pour les articles homonymes, voir Gare (homonymie).
Une gare, dans un réseau de transport en commun, est un lieu destiné à la montée et à la descente des voyageurs. Elle se distingue généralement d'un simple arrêt par son envergure et ses équipements.

## Origine
À l’origine le mot  gare est un terme maritime.  Au xve siècle garer signifiait  amarrer un navire, c’était  l’endroit où l’on pouvait ranger, parquer son bateau.   Le terme a été extrapolé au chemin de fer vers 1830.

## Types de gares

### Gare ferroviaire
Dans le cadre du chemin de fer, elle est le lieu d'arrêt des trains. Une gare comprend diverses installations qui ont une double fonction : permettre la montée ou la descente des voyageurs, le changement de train, ou le chargement et le déchargement des marchandises et pour certaines d'entre elles, assurer des fonctions de sécurité dans la circulation des trains.
Pour les réseaux de métro et de tramway, c'est le terme anglais de « station » qui s'est imposé.

### Gare routière
Le mot a été ensuite étendu au monde routier, dans lequel  il désigne aujourd'hui, sous le terme de gare routière :
- soit un lieu de correspondance, parfois appelé « pôle intermodal », entre de nombreuses lignes de transport en commun (autocars, autobus ou trolleybus) ;
- soit un lieu de transbordement de marchandises, généralement doté d'entrepôts importants, comme Garonor, au nord de Paris.

### Aérogare
Dans un aéroport, l'aérogare est l'ensemble des bâtiments par lesquels transitent les passagers et leurs bagages et où sont également situés les guichets des compagnies aériennes, les services administratifs de l'aéroport, les services de douane ainsi que les services de sécurité. Selon la taille de l'aérogare, on peut aussi y trouver une zone de boutiques hors taxes ainsi que des aires de restauration.

### Gare maritime
Dans un port, une gare maritime est un quai aménagé pour l'embarquement et le débarquement des passagers (éventuellement des véhicules transportés par ferry...).

### Transport par câble
Dans une remontée mécanique, les gares sont les installations d'extrémités de ligne (bâtiment comportant l'ancrage des câbles, les quais d'embarquement, la motorisation, etc.). Des gares dites "intermédiaires" sont présentes sur certaines installations pour permettre la montée et la descente des passagers en cours de trajet et/ou permettre la réalisation d'un angle sur le parcours. En effet, ce type d'appareil ne se déplace qu'en ligne droite en dehors des gares.

## Fonctions

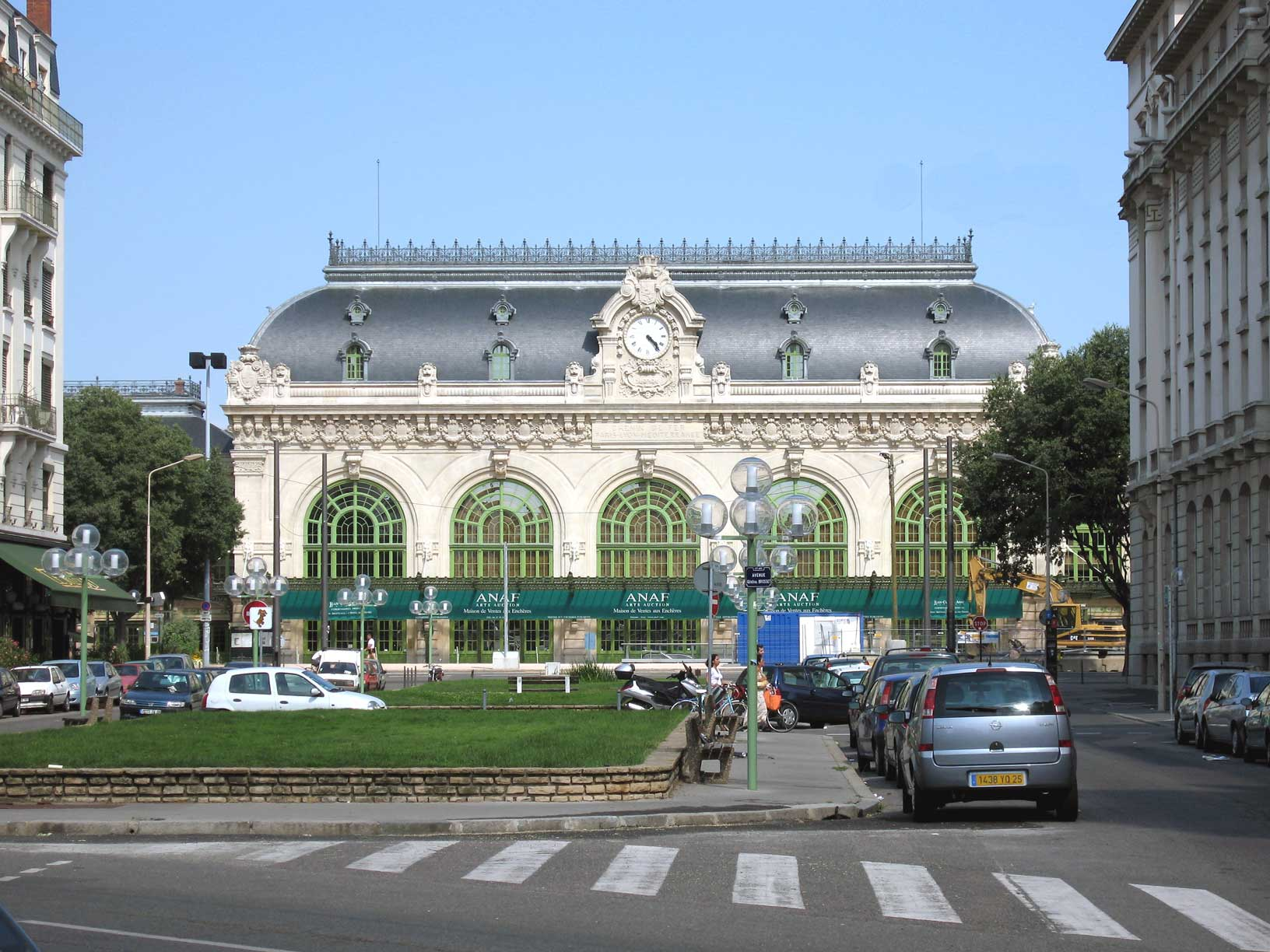
Gare des Brotteaux à Lyon.

Les gares sont généralement situées sur les nœuds de réseaux de transports en commun. Elles sont les points valorisants de ce même réseau, alors que les axes les reliant sont généralement considérés comme des nuisances. Les gares servent toujours d'interface entre au moins deux réseaux : un moyen de transport en commun et les rues qui l'entourent. La valeur de ces carrefours est donc fonction de leur nodalité, c'est-à-dire de la qualité et du nombre de connexion entre différents réseaux qu'elles abritent.
On peut observer des activités induites par la gare, liées au transport lui-même (douane, personnel commercial, maintenance...) ou aux services aux voyageurs (presse, hôtellerie, duty-free…). La nature de ses activités dépend de l'aire de chalandise et de la nature des fonctions banales et spécifiques de la gare.
La gare peut aussi favoriser l'installation de services accueillant du public, par exemple le centre d'examen de l'Éducation nationale a été installé près de la gare de Laplace.
La gare apparaît aujourd'hui comme un équipement urbain structurant, outil de développement territorial permettant d'accroître le développement de l'accessibilité et l'attractivité des territoires.